# Канамэтё (станция)
Станция Канамэтё (яп. 要町駅 канамэтё: эки) — железнодорожная станция на линиях Фукутосин и Юракутё, расположенная в специальном районе Тосима, Токио. Станция обозначена номером F-08 на линии Фукутосин и Y-08 на линии Юракутё. Была открыта 24 июня 1983 года. На станции установлены автоматические платформенные ворота.

## Планировка станции
| 1 | Линия Юракутё   | Икэбукуро・Юракутё・Син-Киба                 |
| 2 | Линия Юракутё   | Котакэ-Мукаихара・Вакоси・Синрин-Коэн・Ханно |
| 3 | Линия Фукутосин | Икэбукуро・Синдзюку-Сантёмэ・Сибуя           |
| 4 | Линия Фукутосин | Котакэ-Мукаихара・Вакоси・Синрин-Коэн・Ханно |

## Близлежащие станции
| «                                            |               | Линия         |               | »             |
| Линия Юракутё                                | Линия Юракутё | Линия Юракутё | Линия Юракутё | Линия Юракутё |
| -------------------------------------------- | ------------- | ------------- | ------------- | ------------- |
| Сэнкава                                      | Сэнкава       | Local         | Икэбукуро     | Икэбукуро     |
| Semi Express: не останавливается             |               |               |               |               |
| Линия Фукутосин                              |               |               |               |               |
| Сэнкава                                      | Сэнкава       | Local         | Икэбукуро     | Икэбукуро     |
| Express Commuter Express: не останавливается |               |               |               |               |